# Liste der Bodendenkmale in Vahlberg
In der Liste der Bodendenkmale in Vahlberg sind die Bodendenkmale der niedersächsischen Gemeinde Vahlberg aufgeführt. Die Quelle ist der Denkmalatlas Niedersachsen.
- Diese Liste erhebt keinen Anspruch auf Vollständigkeit.
- Die Angaben ersetzen nicht die rechtsverbindliche Auskunft der zuständigen Denkmalschutzbehörde.
- Es sind nur Daten aus dem Denkmalatlas verarbeitet.
- Der Stand der Liste ist der 8. Juni 2025.

Vahlberg im Landkreis Wolfenbüttel

## Allgemein
In den Spalten finden sich folgende Informationen des Bodendenkmales:
| Lage         | geographische Koordinaten                                                           |
| Bezeichnung  | Bezeichnung lt. Denkmalatlas                                                        |
| Beschreibung | Beschreibung lt. Denkmalatlas                                                       |
| ID           | Objekt-ID                                                                           |
| Bild         | Bild, ggf. zusätzlich mit Link zu weiteren Fotos im Medienarchiv Wikimedia Commons. |

## Berklingen
| Lage                       | Bezeichnung              | Beschreibung | ID       | Bild |
| -------------------------- | ------------------------ | --- | -------- | ---- |
| 52° 7′ 20″ N, 10° 44′ 0″ O | Berklingen 1, Kreuzstein | Steinkreuz aus Kalkstein. H. 67 cm, Br. 73 cm, T. 19 cm. Unterer Teil des Schaftes fehlt. Das Steinkreuz hängt an der Westwand des Kirchturmes. | 28954019 | BW   |

## Klein Vahlberg
| Lage                       | Bezeichnung                              | Beschreibung | ID       | Bild |
| -------------------------- | ---------------------------------------- | --- | -------- | ---- |
| 52° 7′ 9″ N, 10° 42′ 56″ O | Klein Vahlberg 1, Grabhügel              | Größe ca. 45,5 × 31,5 m und Höhe ca. 3,9 m. Tumulus, oval (OW-orientiert), steil, mit abgeflachter Kuppe. Dm. der Kuppe ca. 4 × 5,5 m. Im östl. Bereich flacher auslaufend. Sonst hohe gleichmäßige Wölbung. Ein Trampelpfad führt von der Landstraße zur Kuppe. | 28925935 | BW   |
| 52° 7′ 40″ N, 10° 43′ 8″ O | Klein Vahlberg 2, Grabhügel (Galgenberg) | Durchmesser ca. 41,5 m und Höhe ca. 3,7 – 4,1 m. Tumulus mit abgeflachter Kuppe, Dm. der Kuppe 8,00 m. Im W durch Feldweg angeschnitten, auf den anderen Seiten, besonders im S, flacher auslaufend. Grabungen im Jahr 1907 erbrachten neben einer endneolithischen Hockerbestattung der Glockenbecherkultur auch Funde der Bronzezeit (?) sowie der Merowingerzeit (um 600 n. Chr.). In späterer Zeit wurde der Hügel als Hinrichtungsstätte benutzt. | 28925936 |      |